# Buch der Schatten

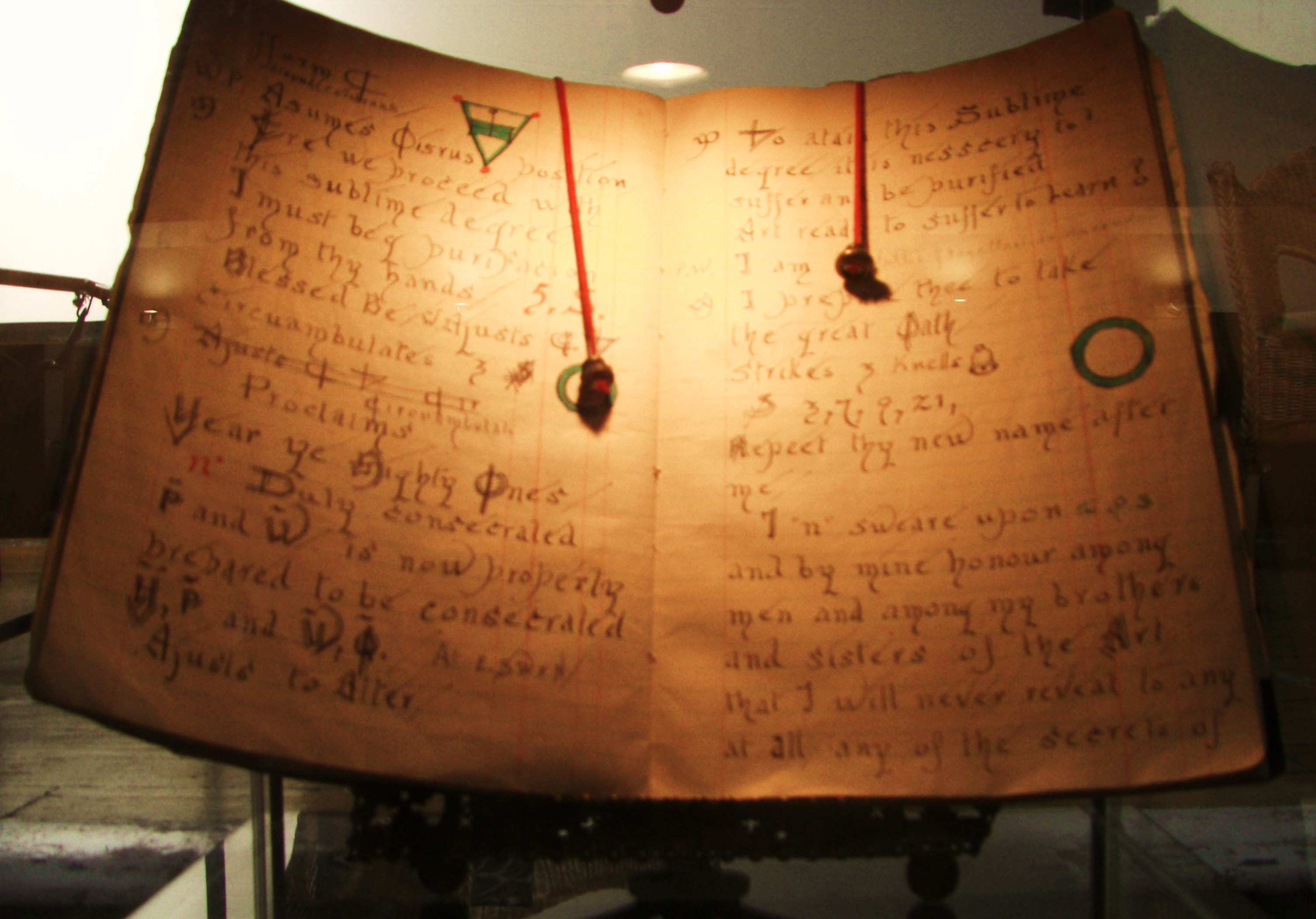
Buch der Schatten aus dem Nachlass von Gerald Brousseau Gardner

Als Buch der Schatten (aus dem Englischen Book of Shadows geläufig abgekürzt als BOS, bzw. im deutschen BdS) bezeichnet man ein Buch, welches liturgische Rituale und Texte der Wicca-Religion enthält. Es wird meist als Grundgerüst angesehen, das der Initiant traditionellerweise handschriftlich vom Buch der Schatten des Coven, in den er initiiert wird, abschreibt und dann für sich weiterführt. In einigen Traditionen gibt es auch kein gemeinsames Buch der Schatten; hier wird meist aus dem Buch der einweihenden Person (im Gardenischen-Wicca ist dies eine Hohepriesterin oder ein Hohepriester, im Algard-Wicca und Alexandrischen-Wicca ggf. auch eine Priesterin oder ein Priester) abgeschrieben.
Viele moderne Hexen und eklektische Wicca haben auch ein Buch der Schatten und betrachten dieses als eine Art Arbeitsbuch. In ihm werden bspw. Beschreibungen von Kräutern, Zaubersprüchen und Ritualen gesammelt. Ein Buch der Schatten enthält in diesem Fall meist auch tagebuchartige Einträge zu Erfahrungen mit und Ergebnissen von Ritualen, Mixturen, Sprüchen, Meditationen, teilweise sogar den gesamten Werdegang als Hexe einschließlich der ersten Übungen. Dadurch unterscheidet sich ein modernes Buch der Schatten sowohl von einem traditionellen Buch der Schatten (welches meist zur besseren Unterscheidung auch das Buch der Schatten genannt wird), als auch von einem Grimoire.

## Etymologie
Der Begriff wurde durch Gerald Brousseau Gardner geprägt und soll Doreen Valiente zufolge auf einen Artikel von Mir Bashir zurückzuführen sein, welcher mit The Book of Shadows überschrieben war und sich mit einem Sanskrit-Dokument über Divination befasste.

## Entwicklung
Man unterscheidet verschiedene von Gardner verfasste Textfassungen. Als älteste Fassung gilt Ye Bok of Ye Art Magical (geläufig abgekürzt als BAM), gefolgt von Text A, Text C, dem BdS von 1953 und dem BdS von 1957. Die letzten beiden Versionen wurden maßgeblich von Doreen Valiente überarbeitet, welche ab 1953 Hohepriesterin des Bricket-Wood-Coven war und dort für Gardner etliche Texte neu verfasste oder überarbeitete. Insbesondere entfernte sie viele zeremonialmagische Passagen. Nach den Reformen von Thelma Capel haben außerdem viele Coven auch weitere Passagen des Buch der Schatten umgeschrieben, oder entfernt.

## Inhalt
Der genaue Inhalt eines Buchs der Schatten im traditionellen Wicca ist geheim und wird nur anderen Initiierten offenbart. In jedem Coven unterscheidet sich der Aufbau außerdem leicht. Meist sind in einem Buch der Schatten z. B. die folgenden Dinge enthalten:
- „Der Fluch“ (Einleitender Text, der unbefugte Leser abschrecken soll.)
- Widmung (Hier werden der magische Name, bzw. der Name des Coven – also der Eigentümer des Buches – aufgeführt.)
- Inhaltsverzeichnis
- Das Hexencredo
- Die Offenbarung der Göttin
- Das alte Gesetz und ggf. zusätzlich Regeln des Coven
- Allgemeine Informationen und Anrufungen
  - „Zu Anrufungen“ (Traditioneller Text von Gardner, vermutlich um das Jahr 1953 entstanden)
  - Die große Göttin
  - Der gehörnte Gott
  - Fünf Elemente
- Ritualbestandteile
  - Ziehen und Auflösen eines Schutzkreises
  - Erdung und Vorbereitung eines Altars
  - Informationen zu Ritualbekleidung
  - Informationen zu Ritualgegenständen
  - „Die (Hohe-) Priesterin und das Schwert“ (Traditioneller Text von Gardner, vermutlich um das Jahr 1953 entstanden)
  - „Die Geißelung und der Kuss“ (Mit den Reformen Capels überflüssig geworden und daher heute nicht mehr in einem traditionellen BdS vorhanden; der ursprüngliche Text ist vermutlich um das Jahr 1953 durch Gardner entstanden)
  - Herabziehen des Mondes
- Passageriten
  - Selbstweihe (Damit ist das persönliche Bekennen zu einer Tradition gemeint; eine Selbstweihe stellt noch keine Initiation dar.)
  - Initiation in den ersten Grad
  - Initiation in den zweiten Grad
  - Initiation in den dritten Grad
  - Handfasting
  - Namensfest
- Informationen und Rituale zu Festtagen
  - Yule
  - Imbolc
  - Ostara
  - Beltane
  - Litha
  - Lughnasadh
  - Mabon
  - Samhain
  - Esbat
- Individuelle Zauber, Rituale, Rezepturen etc.
- Korrespondenzen
  - Mondphasen
  - Symbolik
  - Kräuter
    - Anbau, Pflege und Ernte
    - Verwendung in der Naturheilkunde, bzw. Gefahrenhinweise
    - Verwendung in Zaubern und Ritualen

  - Mineralien
    - Vorkommen und Eigenschaften
    - Verwendung in Zaubern und Ritualen
- Glossar mit Fachbegriffen

## Besonderheiten verschiedener Traditionen
- Im Gardenischen Wicca gibt es ein Buch der Schatten, welches ursprünglich von Gardner und Valiente für den Bricket Wood Coven verfasst wurde. Die meisten gardenischen Coven haben heute noch einen ähnlichen Aufbau, wie in dem ursprünglichen Buch der Schatten. Laut Gardner soll neben dem Buch der Schatten noch ein geheimes Buch geführt werden, in welchem Rituale stehen die potentiell gefährlich sind (weil sie z. B. Giftpflanzen beinhalten) und welches nur dem Konzil, sowie Hohepriesterin und Hohepriester eines Coven zugänglich sein soll.
- Im Alexandrischen Wicca wird sowohl ein gemeinsames Buch innerhalb eines Coven, als auch ein persönliches Buch mit individuellen Erfahrungen geführt.
- Im Algard-Wicca wird meist ebenfalls ein gemeinsames Buch in einem Coven geführt. Darüber hinaus führt jeder Wicca ein eigenes, persönliches Buch, darf jedoch je nach seinem Grad nur bestimmte Teile des gemeinsamen Buches darin abschreiben.

## Trivia
- Einer breiteren Öffentlichkeit bekannt wurde der Begriff durch die Fernsehserie Charmed. So kann man nun ein Buch der Schatten als Merchandisingartikel im Versandhandel bestellen.

- Der Nachfolgefilm zum Blair Witch Project aus dem Jahr 2000 hieß im US-amerikanischen Originaltitel Book of Shadows: Blair Witch 2, obwohl ein Buch der Schatten darin nirgends auftauchte.
- In der Fernsehserie Chilling Adventures of Sabrina aus dem Jahr 2018 wurde vor allem in der dritten Staffel auf echte Traditionen des Wicca, so auch das Buch der Schatten, eingegangen.

- In dem Computerspiel The Binding of Isaac ist das „Book of Shadows“ ein aufsammelbarer Gegenstand.

- In den Spielen der Corpse-Party-Reihe, Corpse Party: Book of Shadows und Corpse Party: Blood Drive, spielt das „Book of Shadows“ eine wichtige Rolle.

- Üblich war es früher Teile oder das gesamte Buch in einer Geheimschrift (meist wurde hierfür das Thebanische Alphabet verwendet) abzuschreiben.